# Dobřany (ort i Tjeckien, lat 50,32, long 16,29)
Dobřany är en ort i Tjeckien. Den ligger i den nordöstra delen av landet, 130 km öster om huvudstaden Prag. Dobřany ligger 636 meter över havet och antalet invånare är 116.
Terrängen runt Dobřany är kuperad. Runt Dobřany är det glesbefolkat, med 11 invånare per kvadratkilometer. Närmaste större samhälle är Náchod, 13,6 km nordväst om Dobřany. I omgivningarna runt Dobřany växer i huvudsak blandskog.